# Translatio imperii
L'idée de translatio imperii (« transfert de la puissance ») est un concept né au Moyen Âge et décrivant l'histoire comme une succession linéaire entre détenteurs du pouvoir, d'un empire au suivant, de l'Orient à l'Occident. Il repose sur l'exégèse du Livre de Daniel reposant sur l'interprétation d'une vision du prophète sur la succession des quatre royaumes.

## Exemples
Jacques Le Goff évoque ce « transfert de puissance » en y voyant une application de la mentalité médiévale : « n'existe vraiment que ce qui rappelle quelque chose ou quelqu'un, que ce qui a déjà existé ». La succession des empires (Babylone, Médie, Perse, Macédoine, Grèce, Rome) est un thème présent dans la philosophie médiévale de l'histoire et procède non seulement au niveau du pouvoir temporel, mais aussi au niveau culturel (translatio studii).
Les défenseurs de cette notion l'appliquent en général au monarque par lequel ils sont soutenus. Notons par exemple la translatio imperii décrite par certains auteurs notables :
- Othon de Freising (XIIe siècle) : Rome → Byzance → Francs → Lombards → Germanie (c'est-à-dire le Saint Empire) ;
- Chrétien de Troyes[3] (XIIe siècle) : Grèce → Rome → France ;
- Richard de Bury (XIVe siècle) : Athènes (Grèce) → Rome → Paris (France) → Angleterre.

### L'héritage de Byzance
Dès la chute de Constantinople, en 1453, le sultan ottoman Mehmed II se proclame « Kayser-i Rum », c'est-à-dire César des Romains.
En 1472, le mariage de Sophie Paléologue, nièce du dernier empereur byzantin, Constantin XI, avec Ivan III de Moscou, permet à la Moscovie de se proclamer héritière de l'Empire byzantin. Elle adopte comme symbole l'aigle à deux têtes et Moscou est proclamée « troisième Rome ».
Dans cette optique, la translatio imperii est la suivante : Rome → Constantinople (la deuxième Rome) → Moscou.
Le 16 janvier 1547, son petit-fils Ivan IV est couronné « tsar » — terme slave qui vient de caesar — en la cathédrale de la Dormition et fonde le tsarat de Russie.